# Shadowside (canción)
«Shadowside» es el tercer y último sencillo del noveno álbum de estudio, Foot of the Mountain de la banda a-ha.
El tema está escrito y compuesto por Paul Waaktaar-Savoy, mezclado por Steve Osborne y producido por Roland Spremberg.

## Sencillo
La canción es el segundo sencillo del álbum fuera del Reino Unido, el tercero en general, y fue lanzado el 14 de septiembre en Noruega en descarga digital y en Alemania el 16 de octubre de 2009 en CD.
A pesar de que "Nothing Is Keeping You Here" fue anunciado antes, "Shadowside" apareció primero.
| CD   |                                               |          |  |
| N.º  | Título                                        | Duración |  |
| 1.   | «Shadowside» (New Single Version)             | 3:31     |  |
| 2.   | «Mother Nature Goes to Heaven» (Demo Version) | 4:32     |  |
| 8:03 |                                               |          |  |

| Descarga digital |                                   |          |  |
| N.º              | Título                            | Duración |  |
| 1.               | «Shadowside» (New Single Version) | 3:31     |  |
| 3:31             |                                   |          |  |

## Vídeo musical
El vídeo musical de "Shadowside" se grabó a comienzos de septiembre en Berlín. A diferencia de su predecesor, el vídeo musical de "Foot of the Mountain", éste sólo consiste en la banda interpretando el tema con algunos efectos especiales.